# Abdul-Yakuni Iddi
Abdul-Yakuni Iddi, né le 25 mai 1986 à Accra au Ghana, est un footballeur ghanéen qui joue au poste d'attaquant.